# Distretto di Dörtdivan
Il distretto di Dörtdivan (in turco Dörtdivan ilçesi) è uno dei distretti della provincia di Bolu, in Turchia.